# Mictyris livingstonei
Mictyris livingstonei is een krabbensoort uit de familie van de Mictyridae. De wetenschappelijke naam van de soort is voor het eerst geldig gepubliceerd in 1926 door McNeill.